# Euploea boisduvalii
Euploea boisduvalii is een vlinder uit de familie Nymphalidae, onderfamilie Danainae.
De wetenschappelijke naam van de soort is voor het eerst geldig gepubliceerd in 1853 door Hippolyte Lucas.